# Banca March

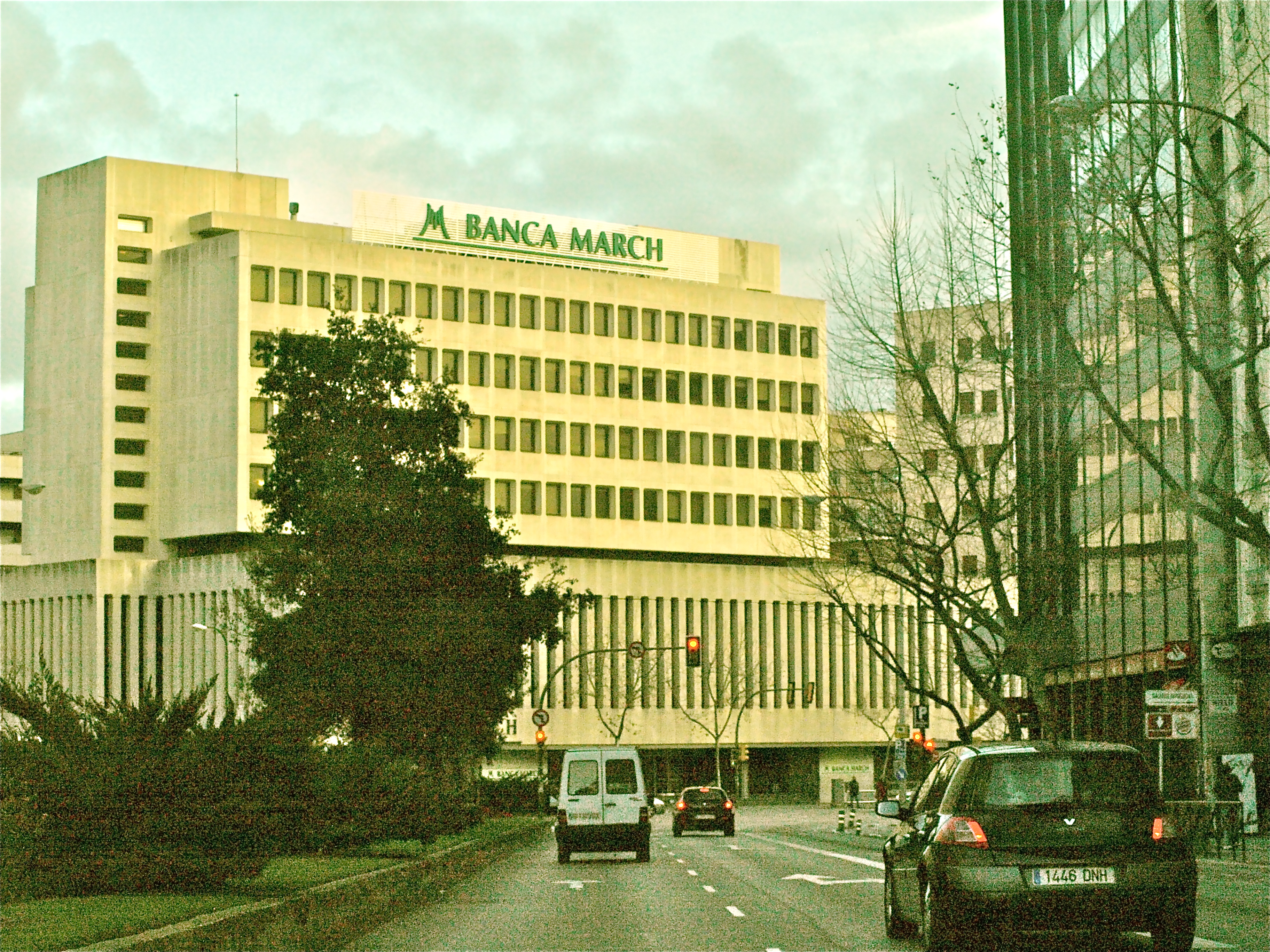
Hoofdkantoor van de Banca March in Palma de Mallorca

De Banca March is de grootste Spaanse bank die in particuliere handen is, namelijk van de familie March, nakomelingen van Juan March, die de bank in 1926 op heeft gericht in Palma de Mallorca op de Balearen. De belangrijkste doelstelling van de bank was het deels financieren van andere ondernemingen van Juan March. De bank ontwikkelt zich in de loop van de 20e eeuw tot belangrijkste bank op de eilanden, maar pas in 1976 opent de bank de eerste kantoren op het vasteland.
Banca March richt zich voornamelijk op familiebedrijven, ondernemersfamilies en hogere inkomens. Daarnaast heeft de bank ook een investeringsmaatschappij als dochteronderneming, namelijk Corporación Financiera Alba, die belangen heeft in beursgenoteerde bedrijven als Prosegur, Indra Sistemas, Pepe Jeans en CIE Automotive.
Bij een stresstest in 2010, uitgevoerd in de gehele Europese Unie door de Committee of European Banking Supervisors, de voorloper van de Europese Bankautoriteit (EBA), is gebleken dat de Banca March een bijzonder sterke bank is vergeleken met andere Spaanse banken. 